# Tsniout
 (juillet 2011).
Améliorez-le ou discutez des points à vérifier. 
La tsniout (hébreu : צניעות tzeniout, tznious ou tznies) est un domaine de pensée et de loi juive, traitant au sens large de la modestie et de la pudeur et, au sens plus restreint, des rapports sociaux et intimes entre hommes et femmes.  
Le terme est particulièrement utilisé pour désigner les règles de tenue vestimentaire. Ces règles vestimentaires telles qu'édictées par les courants rabbiniques traditionnels sont peu respectées dans les courants juifs réformés mais elles restent très importantes pour le judaïsme orthodoxe. 

## Aux sources du concept de latsniout
La Bible hébraïque ne comporte que deux expressions liées à la racine צ-נ-ע : 
- Michée 6:8 : « Homme, on t'a dit ce qui est bien, […] de marcher humblement avec ton Dieu. »
- Proverbes 11:2 : « La sagesse est avec les humbles. »

Dans ces deux passages, tsniout semble plus proche de l'attitude morale d'anava (ענווה – « humilité » –, que le judaïsme considère comme un idéal à atteindre, Moïse étant qualifié de « très humble ») que de la pudeur vestimentaire proprement dite. Ainsi, une personne qui « règle ses pas » selon la tsniout serait celle qui évite de faire étalage de ses attraits, y compris intellectuels, mais aussi de ses besoins. 
Cette vertu fondamentale incite l'individu à intérioriser ses actions et non pas à agir dans l'unique but d'attirer l'attention publique. Ceci est d'autant plus vrai dans le domaine du sacré, où les mitsvot et les bonnes actions de l'homme doivent être réalisées sans arrière-pensée et sans désir de récolter des honneurs (lichma). Si ces actions sont réalisées « pour la galerie », elles peuvent venir à en perdre toute valeur. C'est pourquoi il est par exemple vu comme préférable de donner la tsedaka de manière discrète, humble, plutôt que de manière ostentatoire. 
La tsniout est vue dans le judaïsme comme la force de ceux et celles qui ont compris que l'essentiel est ce que l'on est sincèrement, et non pas ce que l'on montre. Ainsi, la pudeur ne signifie-t-elle pas un déni de soi, et n'a pas pour but premier de cacher. Elle consiste plutôt à « créer un domaine privé » – un espace de dignité intime – dans lequel l'humain peut s'employer à donner le meilleur de lui-même sans chercher à « épater la galerie ».

## Les lois rabbiniques de latsniout

### Les sources des lois rabbiniques de latsniout
La transition de la tsniout entre humilité et chasteté s'effectue dans la littérature rabbinique ancienne (Mishna, Talmud, baraïtot et midrashim). Le rapport entre pudeur et érotisme apparaît clairement dans ce dit de rabban Gamliel : « J'aime trois choses chez les Perses : ils sont pudiques lorsqu'ils mangent, pudiques sur le siège d'aisance et pudiques lors de l'autre chose [leurs rapports sexuels]. De même, il y est établi que les attraits qu'il convient à une femme de cacher pour mériter le qualificatif de « pudique » se rapportent avant tout à sa féminité : ainsi, selon le Talmud, si la Torah précise que Sarah se trouvait dans la tente lorsque les anges rendaient visite à Abraham, c'est « afin de faire savoir que Sarah notre mère était pudique, » et Rachel fut récompensée de sa pudeur en engendrant Saül.
À mesure que le rapport entre la tsniout et la sexualité s'accroît dans la littérature rabbinique ultérieure, elle devient associée, comme la sexualité, à des qualités de sainteté, de pureté, et à des aspects ésotériques, en particulier dans la Kabbale et le Moussar.
Les limites et applications pratiques de la tsniout vu par les rabbins tel qu'une prescription concernant spécifiquement la vie intime et sexuelle sont principalement dérivées de deux versets (outre l'interdiction de se travestir, etc.) :
- Lévitique 18:19 : « Lorsqu'une femme est dans son isolement d'impureté, n'approche pas pour découvrir sa nudité. »
- Deutéronome 23:10 : « Quand tu marcheras en corps d'armée contre tes ennemis, tu devras te garder de toute mauvaise chose. »

Une controverse entre docteurs du Talmud, qui se poursuit entre autorités rabbiniques médiévales, porte sur la définition exacte de la « découverte de la nudité » : s'il s'agit de voir la nudité, les limites de la tsniout s'étendent à tout acte de proximité, même sans rapport sexuel (par exemple : embrasser, étreindre), et les enfreindre revient à transgresser la Torah, ce qui constitue une faute extrêmement sévère, passible de mort ou de retranchement, alors que s'il s'agit d'une expression pour désigner l'acte sexuel, l'extension de ces limites à d'autres actes de proximité est d'origine rabbinique et, bien qu'interdite, leur infraction n'est pas aussi sévèrement punissable.
D'autre part, Deutéronome 23:10 est souvent cité à l'appui de mises en garde strictes contre les pensées impudiques. Il est interdit de regarder une femme, voire ses habits ou des actes d'accouplement, même entre animaux. Le Talmud appuie à plusieurs reprises sur le caractère gravissime des « mauvaises pensées » (impudiques), soulignant en creux la nécessité de s'en prémunir ; une baraïta (enseignement oral non consigné dans la Mishna) rapporte qu'une mekhitsa (barrière physique) fut instaurée (peut-être pour la première fois) lors de la Sim'hat Bet HaShoëva (cérémonie de la libation d'eau) parce que les hommes ne pouvaient pas se tenir (littéralement, « agissaient avec légèreté de tête »), malgré la solennité de cette occasion.  
Cette sévérité contre les pensées pécheresses et la puissance de l'instinct érotique (vue comme moins puissant chez la femme) a été érigée en norme, et guide l'attitude de nombreux décisionnaires et codificateurs des époques ultérieures. Elle a en revanche été abandonnée par les courants non orthodoxes, qui la jugent désuète et inadaptée aux mœurs actuelles.

### Dat Moshe vèdat Yehoudit
C’est une obligation de la Torah que de couvrir le tronc du corps, ainsi que certaines parties supplémentaires. Ainsi, une femme mariée doit couvrir sa chevelure lorsqu’elle est en public. Lorsqu’une partie du corps doit être couverte du fait d’une loi de la Torah, cette obligation est appelée Dat Moché (משה דת) – une loi transmise par Moché Rabénou au Mont Sinaï, bien que non exprimée en termes explicites dans la Torah.
Comme il s’agit de « parties devant être couvertes », les lois de la tsniout exigent qu’elles soient cachées chaque fois qu’une femme peut être vue par des hommes qui ne font pas partie de sa proche famille. Les membres de sa propre famille comprennent son père, son grand-père, son arrière grand-père, son fils, son petit-fils, son arrière-petit-fils, son frère et son mari. L’interdiction s’applique toutefois au cousin, à l’oncle, au neveu, au beau-père, au beau-frère, au gendre, au beau-père (le mari de sa mère) et au beau-fils (le fils de son mari), puisqu’ils ne sont pas des parents proches par le sang.
L’obligation midéRabanan de se couvrir : Il existe des parties du corps qui, bien que n’étant pas des « parties devant être couvertes » d’après la Torah, ont été néanmoins désignées par les sages comme des « parties devant être couvertes », comme la partie supérieure des bras. Lorsqu’une partie du corps doit être couverte parce que les sages ont considéré qu’elle était comprise dans les « parties devant être couvertes », elle est appelée Dat Yehoudit (דת יהודית) – une loi faite pour préserver le raffinement des femmes Juives (Ketoubot 72b) - voir Mékorot 37:4. Comme ces parties sont des « parties devant être couvertes » par les Rabbins, elles doivent être couvertes lorsqu’elles peuvent être vues par des hommes.

### Permissions
La femme a par contre le droit de découvrir ces parties de son corps devant son mari, même afin de lui faire comprendre qu'elle attend leur prochaine rencontre intime, bien que l'homme n'ait pas le droit de regarder avec fixation l’organe intime de sa femme (à plus forte raison l’embrasser ou le lécher). Il est aussi permis de découvrir ces parties du corps devant d'autres femmes ou devant un médecin.

## Applications pratiques

### Différences entre hommes et femmes
Bien que tout Juif soit censé observer les règles de tsniout, les règles diffèrent entre hommes et femmes. 
La femme est, contrairement à l'homme, sujette aux menstrues et écoulements sanguins après l'accouchement. Par ailleurs, son image et son rôle dans les sociétés antique et médiévale (la femme étant considérée comme une séductrice, voire une tentatrice, dangereuse, etc.) jouent un rôle non négligeable dans la formulation de certains principes talmudiques et halakhiques.
L'homme est, quant à lui, souvent décrit comme un être incapable de maîtriser ou faire face à ses pulsions. La femme s'astreindrait donc à des règles de tsniout plus exigeantes afin d'aider l'homme à ne pas faillir [réf. souhaitée].

### Tsniout et habillement
Il existe trois catégories fondamentales de modes vestimentaires qui ne remplissent pas les critères de tsniout autant pour les hommes que les femmes : la tenue vestimentaire comportant des failles, une manière de s’habiller ostentatoire, et l’habillement décontracté et inapproprié :
1. La tenue vestimentaire comportant des failles : Ce mode vestimentaire est interdit parce qu’il peut amener les hommes à voir des parties du corps féminin qui doivent être couvertes. Une encolure trop ouverte, un habit transparent, un chemisier, une robe ou une jupe trop moulants, une jupe ou des manches trop courtes, et la chevelure découverte d’une femme mariée, rentrent tous dans cette catégorie.
2. Une manière de s’habiller ostentatoire : Les vêtements ostentatoires suscitent une attention exagérée sur la femme ou la jeune fille. Bien qu’elles se doivent d’avoir une apparence empreinte de dignité et de raffinement, elles ne doivent pas se vêtir de manière voyante et qui attirerait le regard des hommes sur elle. Les coiffures voyantes, les vêtements tape-à-l’œil ou trop élégants, les habits de couleur rouge ou d’autres couleurs tout aussi voyantes, l’abus de décorations, de clous ou de dorure sur les vêtements, les bijoux outranciers et l’excès de maquillage tombent tous dans cette catégorie. 
3. L’habillement négligé et trop décontracté : Porter des vêtements sans dignité et inappropriés est un manque de tsniout. L’attribut général de tsniout se base sur une conscience de la présence permanente de Dieu et de la nécessité des Hommes de se montrer respectueux envers Lui. Pour cette raison, le raffinement dans tous ses actes, que ce soit en public ou en privé, est partie intégrante de la tsniout et concerne autant les hommes que les femmes. Des habits décontractés et inadaptés à la vie sociale, où un tout autre type de vêtements serait attendu (sauf par exemple, lors d’une randonnée pédestre), révèlent le contraire de la conscience de la présence de Dieu. Des cheveux longs en désordre, des habits en toile de jeans épaisse (délavée), des vêtements avec des coutures disgracieuses apparentes, des pans de chemisier qui pendent (alors qu’il est évident que ce type de chemise doit être rentré), des pull-overs longs et trop amples, des jupes excessivement longues et des bas qui s’affaissent parce qu’ils sont trop lâches sur la jambe, font tous partie de cette catégorie.

#### Couvre-chefs pour les femmes

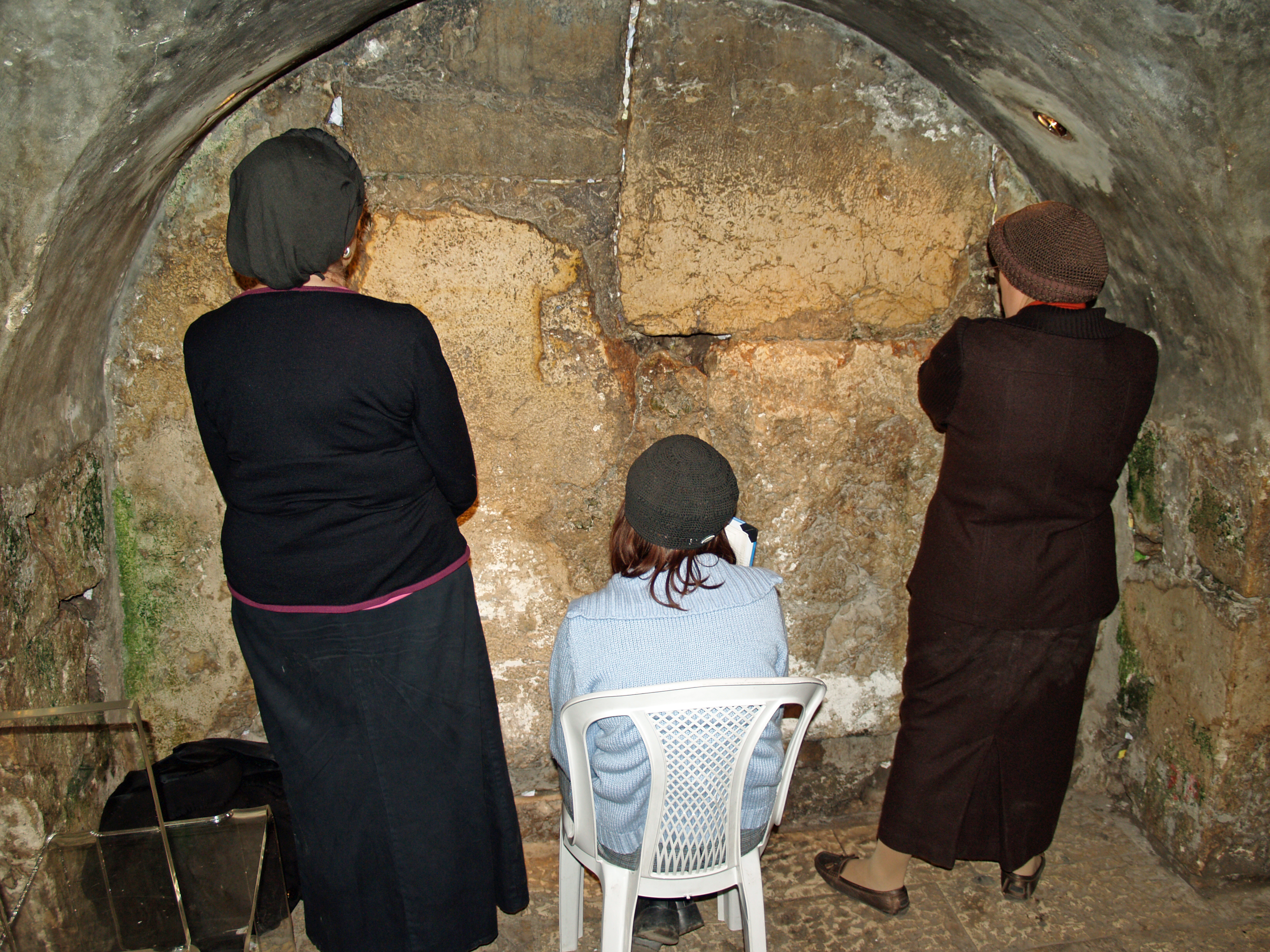
Femmes orthodoxes suivant les préceptes rabbiniques de la tsniout, en prière au pied du Mur occidental

C’est une obligation rabbinique issue de la Torah pour une femme mariée [voir une femme qui a été mariée dans le passé] d’avoir sa chevelure couverte chaque fois qu’elle est dans un endroit public ou parmi un nombre important de gens. La séparation ou différenciation de manière générale, comprise comme la pierre angulaire de la sainteté, est particulièrement indiquée pour une femme après le mariage, car elle a un statut de "femme mariée".

### Sexualité
Des opinions nombreuses et diverses ont été émises au sein du judaïsme sur la sexualité. Selon l'approche la plus courante, la pulsion sexuelle est le plus souvent (mais non exclusivement) associée au yetzer hara (mauvais penchant), mais aussi à l'accomplissement d'un commandement divin (la fructification et la multiplication), ce qui permet au yetzer hara de jouer son rôle dans le plan divin. C'est par le biais de la tsniout (et du mariage, condition obligatoire pour la tenue de rapports sexuels) que l'acte sexuel est élevé au-dessus des pulsions et de la bestialité, est sanctifié et sert les desseins de Dieu. C’est d'ailleurs sous le titre de Hilkhot Tsniout (« Lois sur la pudeur ») que le rabbin Yossef Karo énonce dans le Choulhan Aroukh (« Table dressée, » ouvrage de référence de Loi juive) les lois régissant les relations sexuelles entre un homme et son épouse.

### Langage
La tsni’out doit s’exprimer également dans le langage. À l’inverse, le manque de pudeur dans le langage peut s’exprimer par des propos grossiers et dénués de toute morale. Le fait de crier ou bien de parler de manière prétentieuse s’oppose à la tsni’out. La tsni’out du langage s’exprime aussi par la qualité des propos tenus, ainsi que l’ont exprimé les 'Sages' : « Les justes disent peu et font beaucoup. Les impies promettent beaucoup et finalement n’accomplissent rien de leurs promesses. ». Un exemple souvent évoqué est le moment où Abraham reçut ses invités, il leur dit : « Prenez un peu d’eau… Quant à moi, je vais vous amener un peu de pain et vous vous rassasierez. » (Béréchit 18,4). Bien que ses paroles soient humbles, il gâta ses invités bien au-delà de ce qu’il leur avait promis : il leur offrit un jeune veau tendre et encore bien des mets délicieux.

### Les réseaux sociaux
Les réseaux sociaux poussent les courants orthodoxes et réformé à adapter la tsniout à cette nouvelle réalité. C'est en débat actuellement au sein de nombreuses communautés.

## Tsniout de l'homme
L'homme est comme dit plus haut lui aussi contraint à la pudeur sexuelle bien qu'avec beaucoup plus de modération, chose due aussi au fait que le penchant sexuel de la femme est vu comme bien moins prenant que celui de l'homme.
```
L'homme n'aura pas le droit, selon la loi explicite, de découvrir ses organes génitaux ainsi que (selon certains avis) le haut de son 
corps
 sauf en cas de force majeure (changer de vêtements, se doucher ou se baigner) (Choulkhan 'Arou'h, Ora'h 'Haïm, 2, 1 et 
Michna beroura
). Cependant, le 
Choulhan Aroukh
 précise que se déshabiller ou s'habiller pour se coucher ou se lever (si l'on dort nu) devra se faire sous le 
drap
. Certains hommes particulièrement orthodoxes évitent même de découvrir leurs épaules ou toute autre partie du corps que l'homme n'a pas l'habitude de montrer.
```

Cependant, si l'on considère la tsniout dans son sens premier d'humilité, l'homme est celui auquel est imposée la kippa, lui rappelant à tous moment son statut d'homme fini face à l'Eternel. 

## Chez l'enfant
Selon le Talmud, le membre sexuel enfantin n'est pas considéré comme sexe au sens juif du terme, comme on peut le voir dans plusieurs points. Malgré cela, il est conseillé voire obligé d'éduquer les enfants en particulier les filles à la Tsniout, comme à tous les autres commandements.